# Šapat duhova
Šapat duhova (енгл. Ghost Whisperer) je američka TV serija koja se emituje na američkom kanalu Si-Bi-Es od 23. septembra 2005. do 21. septembra 2010. godine. U SAD, gde seriju redovno gleda oko 10 miliona ljudi, prikazano je 5 sezona ove serije. Međutim, serija je otkazana zbog finansijskih troškova i pada gledanosti i neće se dalje snimati. U Srbiji se prikazuju prve tri sezone na kablovskom kanalu Foks lajf. Pored Amerike i Srbije, serija se prikazuje u oko još pedesetak država u svetu.

## Kratak opis
Serija prati život Melinde Gordon, iz gradića po imenu Grendvju, koja može da vidi i komunicira sa mrtvima. Ima svoju antikvarnicu i pokušava da živi što je normalnije moguće, ali u svakoj epizodi serije se pojavljuje neki duh kome je potrebna njena pomoć da pređe na "drugu stranu“. 
Njeni zadaci su teški i ponekad se bori sa ljudima koji se izvlače i ne veruju u njen dar. Pored toga, duhovi su misteriozni a ponekad na početku i prete. Melinda mora da upotrebi tragove koji su joj na raspolaganju da bi razumela potrebe duhova i pomogla im.

## Prostor
Duhovi traže pomoć od Melinde u vidu prenošenja poruke ili u vidu ispunjavanja zadatka koji će duhu omogućiti da pređe na drugu stranu. Oni koji su umrli sa nedovršenim poslom postali su zemaljski i ne mogu preći, a Melinda kao zemaljski predstavnik pomaže im da pronađu mir. Emisija ne predstavlja duhove kao greške već je to vlastita krivica duhova koja ih osuđuje, a i njihov strah je od presude koja ih sprečava da ,,pređu" na drugu stanu. U emisiji takođe glumi Ajša Tajler, kao Andrea Marino, Melindina najbolja prijateljica koja sa njom vodi starinsku radnju. Andrea je ubijena u prvoj|sezoni. Tokom druge sezone Melinda se susrela sa Delijom Benks, agent za nekretnine, koja formira prijateljstvo sa Meindom i koja se na kraju slaže da sa njom pokrene antikvarnicu. Delija je šokirana kada sazna za Melindine sposobnosti, zapravo u početku tvrdi da Melindi treba psihijatrijska pomoć. Delija ima sina po imenu Nid Benks ( Tajler Patrik Džouns, sezona 2-3) koji saznaje za Melindin dar pre nego što njegova majka počne da radi. Melinda takođe formira prijateljstvo sa Rikom Pejn, profesor na Univerzitetu u Grendvjuu. On pomaže Melindi da reši sukobe sa duhovima tokom druge i treće sezone. U četvrtoj sezoni on otputuje na premijeru za ekspediciju na Himalajima.

## Pregled serije
Glavni članak: Lista epizoda emisije Šapat duhova
| Sezona | Epizode | Prvobitno emitovano    | Prvobitno emitovano         |
| Sezona | Epizode | Prva emitovana epizoda | Poslednja emitovana epizoda |
| ------ | ------- | ---------------------- | --------------------------- |
| 1      | 22      | 23. septembar 2005.    | 5. may 2006                 |
| 2      | 22      | 22. septembar 2006.    | 11. maj 2007.               |
| 3      | 18      | 28. septembar 2007.    | 16. maj 2008.               |
| 4      | 23      | 3. oktobar 2008.       | 15. maj 2009.               |
| 5      | 22      | 25. septembar 2009.    | 21. maj 2010.               |

## Epizode
| Sezona   | Epizoda | Naziv epizode                         | Sjedinjene Američke države pregled ( u milionima) |
| -------- | ------- | ------------------------------------- | ------------------------------------------------- |
| sezona 1 | 1       | ,,Pilot˝                              | 11.25                                             |
| sezona 1 | 2       | ,,Raskrsnica˝                         | 10.87                                             |
| sezona 1 | 3       | ,,Duh, prekinut˝                      | 11.07                                             |
| sezona 1 | 4       | ,,Ispravljeno srce˝                   | 9.99                                              |
| sezona 1 | 5       | ,,Izgubljeni momci˝                   | 10.55                                             |
| sezona 1 | 6       | ,,Dolazeći kući˝                      | 11.73                                             |
| sezona 1 | 7       | ,,Hop i Mersi ˝                       | 12.78                                             |
| sezona 1 | 8       | ,,Na krilima golubice˝                | 11.41                                             |
| sezona 1 | 9       | ,,Glasovi˝                            | 12.05                                             |
| sezona 1 | 10      | ,,Duh mlada˝                          | 12.25                                             |
| sezona 1 | 11      | ,,Senka boksera˝                      | 11.19                                             |
| sezona 1 | 12      | ,,Besmrtan strip˝                     | 10.89                                             |
| sezona 1 | 13      | ,,Prijateljski komšijski duh˝         | 11.31                                             |
| sezona 1 | 14      | ,,Poslednje izvršenje˝                | 10.92                                             |
| sezona 1 | 15      | ,,Melindin prvi duh˝                  | 11.62                                             |
| sezona 1 | 16      | ,,Mrtav greben˝                       | 10.62                                             |
| sezona 1 | 17      | ,,Dete demon˝                         | 12.40                                             |
| sezona 1 | 18      | ,,Propušteno bogatstvo˝               | 10.34                                             |
| sezona 1 | 19      | ,,Bes˝                                | 10.22                                             |
| sezona 1 | 20      | ,,Nestaje˝                            | 10.05                                             |
| sezona 1 | 21      | ,,Slobodan pad˝                       | 10.00                                             |
| sezona 1 | 22      | ,,Taj˝                                | 11.06                                             |
| sezona 2 | 23      | ,,Ljubav nikad ne umire˝              | 10.33                                             |
| sezona 2 | 24      | ,,Ljubav ipak neće umreti˝            | 9.73                                              |
| sezona 2 | 25      | ,,Udaviti se živ˝                     | 9.77                                              |
| sezona 2 | 26      | ,,Duh u sklopu˝                       | 10.18                                             |
| sezona 2 | 27      | ,,Grob materije˝                      | 10.27                                             |
| sezona 2 | 28      | ,,Žena njegovih snova˝                | 10.88                                             |
| sezona 2 | 29      | ,,Začaran krug˝                       | 11.12                                             |
| sezona 2 | 30      | ,,Noć koju smo sreli˝                 | 11.46                                             |
| sezona 2 | 31      | ,,Prokletstvo devetog˝                | 10.13                                             |
| sezona 2 | 32      | ,,Odustajanje duha˝                   | 10.57                                             |
| sezona 2 | 33      | ,,Mačija kandža˝                      | 9.66                                              |
| sezona 2 | 34      | ,,Mrtva za pravdu˝                    | 11.18                                             |
| sezona 2 | 35      | ,,Deža vi˝                            | 10.44                                             |
| sezona 2 | 36      | ,,Brzi demon˝                         | 10.66                                             |
| sezona 2 | 37      | ,,Srednji duh˝                        | 11.16                                             |
| sezona 2 | 38      | ,,Kolevka roka˝                       | 11.35                                             |
| sezona 2 | 39      | ,,Šetnja˝                             | 9.54                                              |
| sezona 2 | 40      | ,,Deca duhova˝                        | 9.36                                              |
| sezona 2 | 41      | ,,Delija prvi duh˝                    | 9.66                                              |
| sezona 2 | 42      | ,,Kolektor˝                           | 9.20                                              |
| sezona 2 | 43      | ,,Prorok˝                             | 9.25                                              |
| sezona 2 | 44      | ,,Okupljanje˝                         | 9.15                                              |
| sezona 3 | 45      | ,,Ispod˝                              | 8.72                                              |
| sezona 3 | 46      | ,,Ne pokušavajte ovo kod kuće˝        | 8.91                                              |
| sezona 3 | 47      | ,,Uklet heroj˝                        | 8.90                                              |
| sezona 3 | 48      | ,,Bez sigurnog mesta˝                 | 8.95                                              |
| sezona 3 | 49      | ,,Težina onoga što je bilo˝           | 9.99                                              |
| sezona 3 | 50      | ,,Dvostruka izloženost˝               | 9.18                                              |
| sezona 3 | 51      | ,,Nezadovoljan medijum˝               | 9.85                                              |
| sezona 3 | 52      | ,,Zla krv˝                            | 9.56                                              |
| sezona 3 | 53      | ,,Svi duhovi vode u Grendvju˝         | 9.98                                              |
| sezona 3 | 54      | ,,Praznični duh˝                      | 9.80                                              |
| sezona 3 | 55      | ,,Slam˝                               | 9.86                                              |
| sezona 3 | 56      | ,,Prvi ne šteti˝                      | 9.91                                              |
| sezona 3 | 57      | ,,Kući ali ne sam˝                    | 9.06                                              |
| sezona 3 | 58      | ,,Grob Siter˝                         | 8.55                                              |
| sezona 3 | 59      | ,,Horor šou˝                          | 8.98                                              |
| sezona 3 | 60      | ,,Mrtav tata˝                         | 9.21                                              |
| sezona 3 | 61      | ,,Zahvat oko vrata˝                   | 8.78                                              |
| sezona 3 | 62      | ,,Porodica Pater˝                     | 8.44                                              |
| sezona 4 | 63      | ,,Vatrogasci˝                         | 9.44                                              |
| sezona 4 | 64      | ,,Velika mržnja˝                      | 9.69                                              |
| sezona 4 | 65      | ,,Duh u mašini˝                       | 8.97                                              |
| sezona 4 | 66      | ,,Spasimo naše duše˝                  | 10.14                                             |
| sezona 4 | 67      | ,,Linija krvi˝                        | 9.40                                              |
| sezona 4 | 68      | ,,Imaginarni prijatelj i neprijatelj˝ | 11.06                                             |
| sezona 4 | 69      | ,,Prag˝                               | 11.57                                             |
| sezona 4 | 70      | ,,Srce i duša˝                        | 11.28                                             |
| sezona 4 | 71      | ,,Komadi tebe˝                        | 9.71                                              |
| sezona 4 | 72      | ,,Lopta & lanac˝                      | 10.18                                             |
| sezona 4 | 73      | ,,Život na liniji˝                    | 10.64                                             |
| sezona 4 | 74      | ,,Uklete zajednice˝                   | 10.58                                             |
| sezona 4 | 75      | ,,Telo u vodi˝                        | 11.18                                             |
| sezona 4 | 76      | ,,Spore opekotine˝                    | 11.41                                             |
| sezona 4 | 77      | ,,Grčke tragedije˝                    | 10.30                                             |
| sezona 4 | 78      | ,,Uhapšeni duh˝                       | 11.54                                             |
| sezona 4 | 79      | ,,Zablude Grendvjua˝                  | 11.09                                             |
| sezona 4 | 80      | ,,Skok vere˝                          | 10.58                                             |
| sezona 4 | 81      | ,,Oduševljen smrti˝                   | 10.08                                             |
| sezona 4 | 82      | ,,Trema˝                              | 9.23                                              |
| sezona 4 | 83      | ,,Proklet˝                            | 9.79                                              |
| sezona 4 | 84      | ,,Beskrajna ljubav˝                   | 9.50                                              |
| sezona 4 | 85      | ,,Knjiga promena˝                     | 9.15                                              |
| sezona 5 | 86      | ,,Rođendansko prisustvo˝              | 8.76                                              |
| sezona 5 | 87      | ,,Ne videti zlo˝                      | 7.62                                              |
| sezona 5 | 88      | ,,Počinjemo do smrti˝                 | 8.78                                              |
| sezona 5 | 89      | ,,Završi˝                             | 8.05                                              |
| sezona 5 | 90      | ,,Uzrok alarma˝                       | 8.59                                              |
| sezona 5 | 91      | ,,Preko ušiju˝                        | 8.29                                              |
| sezona 5 | 92      | ,,Đavolska nagodba˝                   | 7.99                                              |
| sezona 5 | 93      | ,,Smrtni oglas˝                       | 8.06                                              |
| sezona 5 | 94      | ,,Izgubljen u senkama˝                | 8.42                                              |
| sezona 5 | 95      | ,,Prekomerne snage˝                   | 8.18                                              |
| sezona 5 | 96      | ,,Mrtav vazduh˝                       | 9.00                                              |
| sezona 5 | 97      | ,,Blagoslov u maski˝                  | 8.61                                              |
| sezona 5 | 98      | ,,Živa noćna mora˝                    | 8.61                                              |
| sezona 5 | 99      | ,,Mrtav za mene˝                      | 8.73                                              |
| sezona 5 | 100     | ,,Implozija˝                          | 7.35                                              |
| sezona 5 | 101     | ,,Stari grehovi bacaju dugačke senke˝ | 7.22                                              |
| sezona 5 | 102     | ,,Na tankom ledu˝                     | 5.56                                              |
| sezona 5 | 103     | ,,Mrtvo oko˝                          | 6.55                                              |
| sezona 5 | 104     | ,,Smrtonosna kombinacija˝             | 6.57                                              |
| sezona 5 | 105     | ,,Krvavi novac˝                       | 6.46                                              |
| sezona 5 | 106     | ,,Mrtvo zvono˝                        | 6.48                                              |
| sezona 5 | 107     | ,,Dečija parada˝                      | 6.83                                              |

## Glumci

#### Glavni članak: Lista glumaca Šapat duhova
- Dženifer Lav Hjuit kao Melinda Gordon
- Ajša Tajler kao Andrea Marino ( sezona 1; specijalni gost, sezona 2)
- Dejvid Konrad kao Džim Klanki/ Sem Lukas
- Kejmrin Manhejm kao Delia Benks ( sezona 2-5)
- Džej Mor kao profesor Rik Pejn ( sezona 2; ponovo, sezona 2; specijalni gost, sezona 4)
- Tajler Patrik Džouns/Kristof Sandrs kao Nid Benks ( sezona 4-5; ponovo, sezona 2-3)
- Džejmi Kenedi kao profesor Eli Džejms (sezona 4-5)
- Konor Gibs kao Aiden Lukas ( Sezona 5)

## Produkcija

### Razvoj
Šapat duhova se delom zasniva na radu Mari Аn Vinkovski. Razvoj nastupa najmanje dve godine pre premijere. Džejms Van Prag je bio suvlasnički producent i konsultant na emisliji. Predstavu je producirala Sandr/Mosis producent u saradnji sa SI-BI-ES televizijskim studijem ( prvobitno Paramaunt televizijom u sezoni 1) i EJ-BI-SI ( u prve dve sezone) i Si-Bi-ES Paramaunt ( u drugoj i trečoj sezoni). Predstava je snimljena u Univerzal Studiu u Los Anđelesu. Jedna oblast na parceli je Trg sudova iz tilogije ,,Natrag ka budučnosti", mada je drastično izmenjena da bi pokazala Grandvju. Prednja strana kuče Melinde i Džima je takođe ista koju je koristila porodica Finč u filmskoj adaptaciji ubiti ismevane ptice. Članovi glumaca i članovi posade su rekli da veruju da je skup posetio stvarni duhovi. Nakon otkazivanja šoa, Dženifer Lav Hjuit snimila je turneju koja pokazuje načine na koje se područje razlikuje od onih prikazanih u TV Emisijama. Zvučni efekti su završeni u Smart Post Saund . Vizuelni efekti za pilote i neke epizode sezone završeni su na Fleš Film Vorks.. Vizuelni efekti za gotovo čitavu seriju kreirani su na Eden EF-IKS. Roj Fordz Smit koji je često sarađivao sa Džon Geri, bio je producent u 44 epizode emisije, tokom dve sezone, od 2005. do 2007. godine. Kreator Džon Grej odrastao je u Bruklinu u Njujorku.

## Emitovanje
Prva sezona je premijerno prikazana 23. septembra 2005. godine, a završena je 5. maja 2006. godine. U proseku je dobila 10.20 miliona gledalaca. Sezona dva emisije Šapat duhova premijerno je prikazana 22. septembra 2006. godine i završena 11. maja 2007. godine, ponovo je emitovana petkom uveče na SI-BI-ES-u tokom istog vremenskog perioda. SI-BI-ES je zvanično obnovio emisiju za treću koja se emitovala petkom od 20:00h. Treća sezona premijerno je prikazana 28. septembra 2007. Dvanaest epizoda je završeno pre štrajka u Americi, a nakon završetka štrajka SI-BI-ES je objavio da će se emisija vratiti 4. aprila 2008. godine sa šest epizoda. 15. februar 2008. SI-BI-ES je počeo snimanje za četvrtu sezonu. U četvrtoj sezoni Džejmi Kenedi se pridružio emisiji kao profesor psihologije. Stari član emisije Kristof Sandrs se pridružuje kao redovan član. Četvrta sezona premijerno je održana u petak 3. oktobra 2008. i završena 15. maja 2009. godine, sastojala se od 23 epizode. U intervjuu P.L. Simondsa sa E! najavljeno je da će se snimati i peta sezona emisije. SI-BI-ES je obnovio emisiju Šapat duhova u petoj sezoni 20. maja 2009. godine, koja je počela sa emitovanjem u petak 25. septembra 2009. godine, u 8 časova i imala je 22 epizode.

### Sindikat
Dana 5. maja 2008. godine objavljeno je da su prve tri sezone emisije Šapat duhova kupljene za 169,8 miliona dolara (700,000 po epizodi, po mrežama) za sindikat od strane SI-Fi, I-ON-N televizija i BI-E TC. Epizode su počele da se emituju i na leto 2009. na I-ON-N-u a 2009. godine na SI-Fi-u i BI-E-u. Prve četiri sezone na SI-BI-SI televiziji u Kanadi počele su da se emituju 31. avgusta 2009. godine.

### Otkaz
Dana 18. maja 2010. godine, navodeći povećanje troškova i smanjenje gledanosti, SI-BI-ES je najavio da Šapat duhova neće snimati još jednu sezonu. EJ-BI-SI je izrazio interes da kupi emisiju Šapat duhova za jesen . Međutim, 27. maja 2010. godine Mihael Auselio je objavio da je EJ-BI-SI počeo obnovu emisije Šapat duhova za šestu sezonu.
Cap2it je proglasio da je Šapat duhova druga ,,najskuplja emisija˝ nakon što je prema anketi utvrđeno da 19,4 odsto birača propustilo emisiju.
U oktobru 2010. godine Dženifer Lav Hjuit zahvalila se ljubiteljima emisije na njihovoj podršci na svom video snimku ( snimljenom u junu 2010. godine), a rekavši: ,,Vaša ljubav i podrška sve znače za emisiju i posadu Šapata duhova i svi ćemo vam nedostajati, momci veoma, vrlo mnogo- Gledajte po našim DI-VI-Di-jevima , razmišljate o nama, propustite epizode i saznajte koliko ćemo vam svi mi nedostajati. Mnogo ljubavi˝.
U januaru 2010. godine Hjuit je novinarima rekla svoje mišljenje o otkazivanju, rekavši: ,, Kada ste tako dugo vodili ljude na putovanje, najmanje sto možete učiniti jeste da se oprostiti od njih. Za predstavu o nedovršenom poslu, nismo uspeli da je završimo˝.

## DVD izdanja
Prvi region DI-VI-DI izdanja distribuiraju Paramount Hom Entertainment / SI-BI-ES DI-VI-DI, a izdanja u svim ostalim regionima distribuiraju Volt Dizni, Studio Hom Entertainment ( bivša Buena Vista Hom).
Dana 17. marta 2015. SI-BI-ES DI-VI-DI je izdao Šapat duhova kompletnu seriju na DI-VI-DI-ju u prvom regionu. 
| Sezone | Specifikacije                           | Posebne osobine | Datum izdanja |
| ------ | --------------------------------------- | --- | --- |
| 1      | - 22 epizode - 6 diskova - nema titlova | - Audio komentari - Izbrisane scene - Dve osobine - Virtualna tura: Grandvju - Šapat duhova mitologija Taktika zastrašivanja | Region 1 31. oktobar 2006. Region 2 Dana 9. jula 2007. (Evropa) Region 3 29. maj 2007. (Hong Kong) 19. jun 2007. (Koreja) Region 4 23. maj 2007. (Australija) 22. oktobar 2007. (Brazil) |
| 2      | - 22 epizode - 6 diskova                | - Audio komentari - Druga strana Veb Serije - Tarot karte - Spot                                                             | Region 1 18. septembar 2007. Region 2 25. februar 17. Region 3 8. april 2008. (Hong Kong) 26. jul 2008. ( Koreja) Region 4 2. april 2008. (Australija) 12. septembar 2008. (Brazil)      |
| 3      | - 18 epizoda - 5 diskova                | - Audio komentari - Druga strana II Veb serije - Interaktivna igra                                                           | Region 1 2. septembar 2008. Region 2 6. april 2009. Region 3 3. mart 2009 Region 4 12. mart 2009. (Australija) 12. maj 2009. (Brazil)                                                    |
| 4      | - 23 epizode - 6 diskova                | - Audio komentari - Druga strana III Veb serije                                                                              | Region 1 22. septembar 2009. Region 2 1 mart 2010. Region 3 N / A Region 4 9. mart 2010. (Australija) 12. maj 2010. (Brazil) 10. mart 2010. (Argentina)                                  |
| 5      | - 22 epizode - 6 diskova                | - Audio komentari - Iznenađenje 100 - Trostruka pretnja - Sezona promena - Druga strana IV veb serije - Napušteni grad       | Region 1 12. oktobar 2010. Region 2 21. mart 2011. Region 3 N / A Region 4 2. mart 2011. (Australija) TBA ( Brazil) TBA (Argentina)                                                      |

## Prijem

#### Sjedinjene Američke države rejting
| Sezone | Epizode | Emitovanje          | Emitovanje    | Sjedinjene Američke države rang liste | Sjedinjene Američke države rang liste | Sjedinjene Američke države rang liste |
| Sezone | Epizode | Sezona Premijere    | Sezona Kraja  | Rang                                  | Ocena/Deljenje                        | Pregled ( u milionima)                |
| ------ | ------- | ------------------- | ------------- | ------------------------------------- | ------------------------------------- | ------------------------------------- |
| 1      | 22      | 23. septembar 2005. | 5. maj 2006.  | #47                                   | 2.9/10                                | 10.20                                 |
| 2      | 22      | 22. septembar 2006. | 11. maj 2007. | #44                                   | 3.0/10                                | 9.90                                  |
| 3      | 18      | 28. septembar 2007. | 16. maj 2008. | #64                                   | 2.4/8                                 | 8.67                                  |
| 4      | 23      | 3. oktobar 2008.    | 15. maj 2009. | #34                                   | 3.7/11                                | 10.62                                 |
| 5      | 22      | 25. septembar 2009. | 21. maj 2010. | #54                                   | 1.9/6                                 | 7.78                                  |

Epizode u prvoj polovini četvrte sezone osvojile su časovni slot svake nedelje kod gledalaca u svim starosnim grupama, uključujući starosnu grupu od 18 do 49 godina. Štaviše, četrnaest epizoda iz sezone 4 premašilo je 10 miliona pregleda, a ostalih sedam je premašilo 11 miliona gledalaca.

#### Nagrade i nominacije
| Godina | Grupa                   | Nagrade                                                                                     | Primalac                                                                               | Rezultat  | Ref |
| ------ | ----------------------- | ------------------------------------------------------------------------------------------- | -------------------------------------------------------------------------------------- | --------- | --- |
| 2006   | Saturn nagrada          | Najbolja glumica na televiziji                                                              | Dženifer Lav Hjuit                                                                     | Nominovan |     |
| 2006   | Emi nagrada             | Izvanredan dizajn glavnog naslova                                                           | Šapat duhova                                                                           | Nominovan |     |
| 2006   | Deca biraju pobednike   | Omiljena televizijska glumica                                                               | Dženifer Lav Hjuit                                                                     | Nominovan |     |
| 2006   | Deseti izbor nagrada    | TV-izbor                                                                                    | Šapat duhova                                                                           | Nominovan |     |
| 2006   | Mladi umetnici nagrada  | Najbolja izvedba u televizijskoj seriji (komedija ili drama)- gostujući glumac Mladi glumac | Jozef Kaston                                                                           | Pobedio   |     |
| 2007   | Saturn nagrada          | Najbolji glumac na televiziji                                                               | Dženifer Lav Hjuit                                                                     | Pobedio   |     |
| 2007   | Emi nagrada             | Izvanredna kompozicija za seriju                                                            | Epizoda : ,,Ljubav nikad ne umire"                                                     | Nominovan |     |
| 2007   | Deca biraju pobednike   | Izbor TV glumica- Drama                                                                     | Dženifer Lav Hjuit                                                                     | Nominovan |     |
| 2007   | Deseti izbor nagrada    | Najbolja izvedba u TV seriji- gostujući glumac Mladi glumac                                 | Džena Bojd                                                                             | Nominovan |     |
| 2008   | Saturn nagrada          | Najboji glumac na televiziji                                                                | Dženifer Lav Hjuit                                                                     | Pobedio   |     |
| 2008   | TV zemljište nagrada    | Omiljeni znak sa ,,druge strane˝                                                            | Dženifer Lav Hjuit                                                                     | Nominovan |     |
| 2008   | Mladi umetnici nagrada  | Najbolja izvedba u TV seriji- gostujući glumac Mladi glumac                                 | Izabela Furman                                                                         | Nominovan |     |
| 2009   | GLAAD media nagrada     | Izuzetna epizoda                                                                            | Epizoda: ,,Slam˝                                                                       | Nominovan |     |
| 2009   | Emi nagrada             | Izvanredni specijalni vizuelni efekti za seriju                                             | Epizoda: ,,Duh u mašini˝                                                               | Nominovan |     |
| 2009   | Emi nagrada             | Izvanredna kompozicija za seriju                                                            | Epizoda: ,,Skok Vere˝                                                                  | Nominovan |     |
| 2009   | Saturn nagrada          | Najbolji glumac na televiziji                                                               | Dženifer Lav Hjuit                                                                     | Nominovan |     |
| 2009   | Vizuelni efekti društva | Izvanredni vizuelni efekti u seriji                                                         | Epizoda: ,,Duh u mašini˝ - Armen Kevorkain, Artur J. Kodron, Met Šarf i Stefan Bredrek | Nominovan |     |
| 2009   | Vizuelni efekti društva | Izvanredni modeli i minijature u programu za emitovanje i komercijali                       | Epizoda: ,,Spasi svoje duše˝                                                           | Nominovan |     |
| 2010   | Saturn nagrada          | Najbolja serija na televiziji                                                               | Šapat duhova                                                                           | Nominovan |     |
| 2010   | Saturn nagrada          | Najbolji glumac na televiziji                                                               | Dženifer Lav Hjuit                                                                     | Nominovan |     |
| 2010   | Mladi umetnici nagrada  | Najbolja izvedba u TV seriji- ponavljajuća mladi glumci                                     | Medison Lesli                                                                          | Nominovan |     |
| 2010   | Mladi umetnici nagrada  | Gosti imitiraju mladog glumca                                                               | Hanter Gomez                                                                           | Nominovan |     |
| 2011   | Mladi umetnici nagrada  | Gosti imitiraju mladog glumca                                                               | Džoj King                                                                              | Nominovan |     |
| 2011   | Mladi umetnici nagrada  | Gosti imitiraju mladog glumca 14-17                                                         | Bili                                                                                   | Nominovan |     |
| 2011   | Mladi umetnici nagrada  | Gosti imitiraju mladog glumca 14-17                                                         | Džoj Lutman                                                                            | Nominovan |     |
| 2011   | Mladi umetnici nagrada  | Gosti imitiraju mladog glumca deset i manje                                                 | Samanta                                                                                | Pobedio   |     |
| 2011   | Mladi umetnici nagrada  | Ponavljajući mladi glumac deset i manje                                                     | Konor Gibs                                                                             | Pobedio   |     |

## U drugim medijima

#### Veb stranice
Šapat duhova: Druga strana je serija veb stranica objavljenja na veb sajtu Šapat duhova. Počevši od sezone 2, za svaku sezonu napravljeno je ukupno osam veb stranca.
Prve dve sezone prate Zaka(kojeg igra Mark Hapka), mladi dečak koji je umro dok je isporučivao paket. Uskoro uči kako da radi stvari u duhovnom svetu i osveti se njegovom najboljem drugu Daniju, za kojeg smatra da ga je ubio. Sezona 3 veb serije se bavi duhom Mark(kojeg igra Džastin Lojal) koji pokušavajući da pomogne svojoj srednjoškolskoj drugarici Oliviji ( koju igra Džimi Pejdz) pronađe svoju pravu ljubav jer je njen verenik ne voli. Četvrta i poslednja sezona veb serije bavi se duhom čoveka pod imenom Bo( igrao ga je Met Knudsen) koji proganja Džejma Tajler ( kojeg igra Mark Luc) i njegovu porodicu nakon što se preselila u njihov novi dom.
Melinda iz televizijske serije se ne pojavljuje u internetskoj seriji, jer se u potpunosti odvija u duhovnom svetu. Međutim, u televizijskoj seriji su se pojavili likovi iz veb serije. U završnici druge sezone Šapat Duhova Zak se pojavio prilikom pokušaja da dobije Melindinu pomoć pre nego što je uhvaćen u tamnu stranu. Zak je kasnije promenio svoj izgled i prešao u treću epizodu. Mark i Olivija čine kratke i neobavezne likove, glume u epizodi 21, sezone 4.

#### Roman
- Osveta
- Soba kuge
- Zamka duhova